# 司拉山
司拉山（1924年—1980年），男，景颇族，云南盈江人，中华人民共和国政治人物，曾任云南省政协副主席，第四、五届全国人大代表。